# I Get Money
«I Get Money» — третій сингл американського репера 50 Cent з його третього студійного альбому Curtis.

## Музика й слова
Як семпл використано «Top Billin'» у виконанні Audio Two. Трек записали в Коннектикуті у маєтку 50 Cent (у буклеті позначено як The Big House). Звукорежисер: Алонцо Варґас. «I Get Money» — сиквел «Straight to the Bank». Спочатку продюсером вважався Скотт Буґі. Як виявилося пізніше, він украв біт у Apex.

У пісні 50 Cent розповідає про придбання Coca-Cola Company Glacéau (репер мав частку в головній компанії Glacéau): 
| Ліві лапки | I took quarter water, sold it in bottles for two bucks. Coca-Cola came and bought it for billions, what the fuck? | Праві лапки |

 Більшість критиків позитивно оцінили композицію. Журнал Time назвав «I Get Money» однією з «10 найкращих пісень 2007» (6-та позиція). Трек також посів 14-ту сходинку топ-100 найкращих пісень 2007 року за версією Rolling Stone.

## Відеокліп
Прем'єра кліпу відбулась 13 липня 2007 на сайтах радіостанцій Hot 97, Power 106 та YouTube-каналі виконавця. Артдиректор відео: дизайнер одягу Артур Гікмен. Камео: Енджел Фершґенет, DJ Kayslay, Funkmaster Flex, Mims, Ллойд Бенкс, Мазараді Фокс, Prodigy, Мелісса Джоан Гарт, Тоні Єйо. У кліпі можна помітити 2 Lamborghini Murcielago. 7 вересня відео посіло 1-ше місце у 106 & Park телеканалу BET. У 2007 кліп номінували на BET Hip Hop Awards у категорії «Найкраще хіп-хоп відео».

## Ремікси
У жовтні 2007 Daddy Yankee записав ремікс, промо до своєї платівки El Cartel: The Big Boss. Джа Рул задисив 50 Cent у фрістайлі на біт пісні.
3 серпня 2007 HipHopDX повідомили про вихід офіційного реміксу з участю Diddy й Jay-Z. 12 вересня 50 Cent підтвердив інформацію в інтерв'ю Hot 97 і оприлюднив назву «I Got Money (Forbes 1-2-3 Billion Dollar Remix)». Трек випустили 17 вересня.
Ludacris зробив свою версію, яка, на думку багатьох, є дисом на атлантського репера T.I. «Money Already Made» у виконанні Chamillionaire потрапила до Mixtape Messiah 3, фрістайл Нікі Мінаж — до її мікстейпу Sucka Free, фрістайл британського репера Kano — до мікстейпу MC No.1. Papoose записав свою версію «I Get Gully».
Cassidy задисив в «I Get Money (Remix)» реперів, котрі запозичили його стиль чи використали його інструментали (зокрема 50 Cent), у той час як він перебував за ґратами. Трек увійшов до мікстейпу Larsiny Family 100 Bars. Lil' Kim записала фрістайл «I Get It» (мікстейп Ms. G.O.A.T.), пісня містить випади в бік реп-виконавиці з Бронксу Ремі Ма. У лютому 2011 до мережі потрапив фрістайл Емінема.

### Відеокліп на ремікс
На початку кліпу «I'll Still Kill» показано 29-секундний уривок відео на «I Get Money (Forbes 1-2-3 Billion Dollar Remix)». Проте повноцінний кліп так і не видали. Цілком можливо, фрагмент зняли спеціально для «I'll Still Kill».

## Список пісень
| № | Назва                        | Тривалість |
| - | ---------------------------- | ---------- |
| 1 | «I Get Money (clean)»        | 3:50       |
| 2 | «I Get Money (album)»        | 3:50       |
| 3 | «I Get Money (instrumental)» | 3:50       |
| 4 | «I Get Money (acapella)»     | 3:45       |

Ремікс
| № | Назва                                                  | Тривалість |
| - | ------------------------------------------------------ | ---------- |
| 1 | «I Get Money (Billion Dollar Remix)» (clean)           | 4:32       |
| 2 | «I Get Money (Billion Dollar Remix)» (album)           | 4:32       |
| 3 | «I Get Money (Billion Dollar Remix)» (instrumental)    | 4:32       |
| 4 | «I Get Money (American Remix)» (з участю Daddy Yankee) | 4:05       |

## Чартові позиції
| Чарт (2007)                          | Найвища позиція |
| ------------------------------------ | --------------- |
| Канада (Canadian Hot 100)            | 63              |
| США (Billboard)                      | 20              |
| US Hot R&B/Hip-Hop Songs (Billboard) | 10              |
| US Pop 100 (Billboard)               | 35              |
| US Rap Songs (Billboard)             | 4               |
| Швейцарія (Schweizer Hitparade)      | 88              |

### Сертифікації
| Країна | Сертифікації |
| ------ | ------------ |
| США    | Золотий      |